# Montreal (Jacob-Sacks-Album)
Montreal ist ein Soloalbum von Jacob Sacks. Die am 19. Mai 2019 entstandenen Aufnahmen erschienen am 1. Dezember 2020 auf dem Label Puremagnetik.

## Hintergrund
Das Soloalbum des Pianisten Jacob Sacks besteht aus einer Reihe von Improvisationen, die in einer einzigen Studiosession im Jahr 2019 aufgenommen wurden. Es entstand, nachdem Sacks gebeten wurde, im Aufnahmestudio Boutique de Son von George Doxas in Montreal ein neues Klavier auszuprobieren.

## Titelliste
- Jacob Sacks: Montreal (Puremagnetik – PM08)[1]

1. Arrival
2. Awakens
3. Fuzzy
4. Future
5. Tense
6. Bounced
7. Concatenation
8. Crossing
9. Defrosted
10. Montreal
11. Kaleidoscopic
12. YoYo
13. Stealthily
14. Intertwined
15. Icicles
16. Amusing
17. Zenith
18. Distilled
19. Catchy
20. Departure

Die Kompositionen stammen von Jacob Sacks.

## Rezeption
In über 20 kurzen Stücken arbeitete Sacks Ideen und Motive durch und demonstrierte improvisierte Musik in ihrer organischsten Form, schrieb Elliot Marlow-Stevens im Jazz Journal. Obwohl es sich nicht speziell um eine Jazz-Aufnahme handelt, wird Sacks‘ neueste Veröffentlichung für jeden interessant sein, der sich für Improvisation und den modernistischen Einfluss im Jazz interessiert.